# Otello Putinati
Otello Putinati (Ferrara, 23 ottobre 1899 – Bologna, 19 dicembre 1952) è stato un politico, antifascista e sindacalista italiano.

## Biografia
Operaio in un pastificio, viene chiamato alle armi allo scoppio della prima guerra mondiale, dove viene ferito in combattimento. Al rientro dal fronte si iscrive al neonato Partito Comunista d'Italia. Dopo l'avvento del fascismo passa alla lotta clandestina. Con la promulgazione delle leggi fascistissime viene arrestato nel 1929 e condannato a due anni di carcere. Scontata la pena cerca di espatriare in Francia ma, nuovamente arrestato, viene condannato a ulteriori quattro anni di prigione che non sconta interamente beneficiando dell'amnistia. Nel 1933 viene condannato infine a tredici anni di reclusione e confinato a Pianosa. Scarcerato dopo sei anni, rientra in Emilia-Romagna e, a seguito dell'Armistizio dell'8 settembre 1943, aderisce al movimento di Resistenza entrando nel consiglio direttivo del Comitato di Liberazione Nazionale.
Al termine del conflitto viene nominato nel 1946 consigliere comunale della città di Ferrara ed eletto nelle liste del Fronte Democratico Popolare nella I legislatura al Senato. Nominato segretario della Federazione edili della CGIL, muore prematuramente, venendo sostituito nella carica senatoriale da Arnaldo Zanuccoli.